# Pinkafői összecsapás
A pinkafői összecsapás 1921. augusztus 31-én történt a vas vármegyei Pinkafő mellett az osztrák csendőrség és a Rongyos Gárda egyik felkelő egysége között, s ez utóbbi győzelmével ért véget.

## Előzmények
A Pinkafőnél támadó felkelőket vitéz Endre László, későbbi gödöllői főszolgabíró vezette, aki Gödöllő és Aszód környékéről toborzott önkéntesekkel indult vonattal Szombathelyre augusztus 28-án. A szerelvényen még további embereket bírt csatlakozásra, akik budapesti, péceli, győri és egyéb illetőségűek voltak. Erőinek száma saját feljegyzése szerint 200 fő volt.
Szombathelytől Endre csapata Felsőőr és Nagyszentmihály felé vette útját, hogy ott fegyvereket szerezzen be az embereknek. Útközben viszont utolérte őket egy négy gépkocsiból álló konvoj, amikben fegyveres katonák ültek a francia antantmisszió kötelékéből és az észak-afrikai gyarmatokról származó arabok voltak. Ezek a katonák Felsőőrre kísérték a fegyvertelen önkénteseket, ahol egy brit kapitány vigyázta őket tovább a gyarmati egységekkel. A helyi tűzoltóparancsnok gróf Erdődy Tamás azonban a felkelőkkel szimpatizált és hamis tűzriadót fújt, s az így kialakult zűrzavarban Endre emberei kereket oldottak.

## Harc Pinkafőért
Ezt követően Endre fegyvereket szerzett a csapatának és bevonultak Pinkafőre. A felkelőket rövidesen a határ másik oldaláról, Sinnersdorfból érkező csendőralakulatok és osztrák szabadcsapatok támadták meg, akik Endre feljegyzése szerint jelentős túlerőben voltak.
A felkelőknek sikerült megtartaniuk Pinkafőt és kezükben maradt a település a következő hetekben is. Innen kiindulva a rongyosok a határ stájer oldalára is behatoltak az ellenség nyugtalanítása végett.